# Glikogen sintaza
Glikogen(skrob) sintaza (EC 2.4.1.11, UDP-glukoza glikogen glukoziltransferaza, glikogen (skrob) sintetaza, UDP-glukoza-glikogen glukoziltransferaza, UDP-glikogen sintaza, UDPG-glikogen sintetaza, UDPG-glikogen transglukozilaza, uridin difosfoglukoza-glikogen glukoziltransferaza) je enzim sa sistematskim imenom UDP-glukoza:glikogen 4-alfa-D-glukoziltransferaza. Ovaj enzim katalizuje sledeću hemijsku reakciju
UDP-glukoza + [(1->4)-alfa--glukozil] {\displaystyle \rightleftharpoons } UDP + [(1->4)-alfa--glukozil]+1
Glikogen sintaza iz životinjskog tkiva je kompleks katalitičkih podjedinica i protein glikogenina.

## Literatura
- Leloir, L.F. & Cardini, C.E. (1962). „UDPG-glycogen transglucosylase”.  Ур.: Boyer, P.D., Lardy, H.; Myrb; auml & ck, K. The Enzymes. 6 (2nd изд.). New York: Academic Press. стр. 317—326.

## Spoljašnje veze
- Glycogen(starch)+synthase на 